# Astrocottus regulus
Astrocottus regulus és una espècie de peix pertanyent a la família dels còtids.

## Descripció
- Fa 4,2 cm de llargària màxima.
- Nombre de vèrtebres: 32-34.[4]

## Hàbitat
És un peix marí, demersal i de clima temperat que viu entre 10 i 55 m de fondària.

## Distribució geogràfica
Es troba al Pacífic nord-occidental: el Japó.

## Observacions
És inofensiu per als humans.